# Мкртчян, Левон Гайкович
Лево́н Гайкович Мкртчян  (р. 25 февраля 1953, Ленинакан) — режиссёр, кинооператор.

## Биография
- 1978 — окончил режиссёрский отделение Ереванского художественно-театрального института
- 1984 — окончил режиссёрский факультет ВГИК (мастерская Д. Фирсова)
- С 1983 — режиссёр-документалист на киностудии «Арменфильм»

Левон Мкртчян родился 25 февраля 1953 года в Ленинакане (ныне — Гюмри). В 1972 году поступил режиссёрский факультет в Ереванского театрального института, который закончил в 1978 году. В 80-х годах работал на студии «Арменфильм», обратился к национальной армянской тематике. Здесь были сняты многие картины: «Полководец Андраник» (о герое национально-освободительного движения начала 20-го века, генерале Андранике, «Да будет свет», «Мой Комитас», Шарль Азнавур, Параджанов, «Каждый вечер после шести»… .
Одной из лучших работ талантливого режиссёра Левона Мкртчяна в документальном кино является фильм «Егише Чаренц. Известные и неизвестные страницы». Фильм наглядно-зримо воссоздает ту атмосферу, ту тяжёлую эпоху, в которой прожил последние дни жизни великий поэт (1937 год) Егише Чаренц. О нём в фильме говорят люди, знавшие его очень близко - фольклорист Айрик Мурадян, сидевший с Чаренцом в одной тюрьме, художница Регина Казарян, чей подвиг по спасению рукописей Чаренца общеизвестен, и известный поэт Геворк Эмин. И происходит необыкновенная вещь — эти слова, рассказы, материализуются, обретают плоть, становятся живыми документами, обличающими обстоятельства и людей, убивших Чаренца. Язык Левона Мкртчяна глубоко символичен, в его фильмах нет ни одного бессмысленного кадра, ни одного ложного образа или ни  одной пустой фразы. Все авторские тексты  превосходно встроены в тему. Целостный, мощный, чересчур эмоционален, точно передающий богатство и драматизм нашей эпохи. Кинофильмы режиссёра смотрятся, в первую очередь, не глазами, а сердцем и душой.                                                 
С 1987 г. Член Союза кинематографистов СССР.                                                                                                     
Во Франции 1995 году открылась выставка 30 фото работ Левона Мкртчяна.
Кинорежиссёр с 2002 года живёт в США.

## Фильмография
1. «Паломничество в Гюмри » 1991, Betacam, 52 мин. Авт. сцен. Левон Мкртчян, Грачуи Татурян, реж./опер. Левон Мкртчян. (Фильм рассказывает о сборе пожертвований, организованном известным дирижёром Л. Чкнаворяном для возрождения культурной жизни в разрушенном землетрясением Гюмри. https://www.youtube.com/watch?v=pPp1mMfSKro
2. Да будет свет, в фильме Отче наш, сущий на небесах! читает Сос Саргсян, он также снимался в фильме Солярис  реж. Андрей Тарковский

### Режиссура
1. «Дорогой Вечности Шираз» 1983 https://web.archive.org/web/20120314204432/http://armshop.in.ua/product/hovhannes-shiraz/
2. «Паруйр Севак» , 1984 оператор Роберт Марданян
3. «Чаренц. Известные и неизвестные страницы» 1987 Авт.сцен.Левон Мкртчян
4. «Русско-армянские литературные связи» 1986, Пушкин,Лермонтов, Грибоедов и Гоголь
5. «Гюмри» — 1987 (Александрапол) композитор Саргис Аладжаджян
6. «Шарль Азнавур, Армения 1989» http://www.ratingyoutube.com/watch?v=dAQW5VLJtAk Архивная копия от 18 мая 2019 на Wayback Machine
7. «Каждый вечер после шести» — 1986
8. «Месроп Маштоц» — 1988 текст читает Сос Саргсян
9. «Армения 1988» Armenia 1988- http://www.ratingyoutube.com/watch?v=sCOGxwGooHE Архивная копия от 18 мая 2019 на Wayback Machine
10. «Комендатский час» 1989
11. Полководец Андраник 1990 (Озанян, Андраник Торосович)
12. «Параджанов — последние дни» 1990

### Видео Фильмы
1. « Килкийская Армения-Франция 1993 », Авт.сцен.Левон Мкртчян и Грачуи Татурян. В фильме снимались :Президент Франции Франсуа Миттеран  (F.Miteran), Левон Тер-Петросян, painter Garzu, Шарль Азнавур, professor Clode Mutafian.https://www.youtube.com/watch?v=NsKWT0u68Gw
2. «Рукопись независимости» (Matyan Ankakhutyan-Левон Тер-Петросян) − 2002 http://www.ratingyoutube.com/watch?v=J0KkHQKtizc&feature=related (недоступная+ссылка)
3. «Оганнес Шираз» — 43min 2005 USA Шираз, Ованес Татевосович сценарий фильма,Левон Гайкович Мкртчян
4. http://torrent.arut.ru/viewtopic.php?t=618&sid=92577c011a38048391b856b96631b060